# Liste des châteaux du West Lothian
Cette liste recense les principaux châteaux du council area du West Lothian en Écosse.

## Liste
| Nom                  | Type             | Date         | Condition         | Propriétaire                | Localisation                                  | Notes                                                 | Image                  |
| -------------------- | ---------------- | ------------ | ----------------- | --------------------------- | --------------------------------------------- | ----------------------------------------------------- | ---------------------- |
| Château de Duntarvie | Maison-tour      | XVIe siècle  | Restauré          | Privé                       | South Queensferry 55° 58′ 24″ N, 3° 27′ 26″ O |                                                       |                        |
| House of the Binns   | Maison fortifiée | XVIIe siècle | Préservée         | National Trust for Scotland | Blackness 55° 59′ 27″ N, 3° 31′ 23″ O         | Construit à l'emplacement d'un ancien château         | The House of the Binns |
| Palais de Linlithgow | courtyard palace | XVe siècle   | En ruines         | Historic Scotland           | Linlithgow 55° 58′ 47″ N, 3° 35′ 55″ O        | Construit à l'emplacement d'un château du XIIe siècle |                        |
| Château de Midhope   | Maison-tour      | XVIe siècle  | Désaffecté        | Privé                       | Abercorn 55° 59′ 31″ N, 3° 29′ 18″ O          |                                                       |                        |
| Château de Niddry    | Maison-tour      | XVe siècle   | Restauré & occupé | Privé                       | Winchburgh 55° 57′ 13″ N, 3° 26′ 49″ O        |                                                       |                        |